# 조경훈 (1990년)
조경훈(趙庚勳, 케네디 조(Kennedy Joh), 1990년 8월 9일~ )은 대한민국의 배우이다. 그는 배우 조형기의 차남이며 배우 겸 영화제작자 조항의 손자이다.
2006년 KBS 한국방송공사 드라마 《웃는 얼굴로 돌아보라》로 연기자 첫 데뷔하였고 2009년 연극배우 데뷔하였다.

## 학력
- 영훈초등학교→알타 비스타 공립 학교→서울고등학교(졸업)
- 한양대학교 연극영화학과(졸업)

## 출연작

### TV 드라마
- 2006년 KBS 드라마 《웃는 얼굴로 돌아보라》

### 연극
- 2009년 《메밀꽃 필 무렵》 ... 동이 역(주연)